# Kamienica przy ulicy Szewskiej 5 we Wrocławiu
Kamienica przy ulicy Szewskiej 5 – kamienica o rodowodzie średniowiecznym znajdująca się w centrum Wrocławia z jedną z najlepiej skomponowanych wrocławskich elewacji klasycystycznych. 

## Historia
W okresie średniowiecznym, na działce znajdowały się dwie szczytowe kamienice widoczne na planach Barhela Weihnera z XVI wieku. Ich relikty w postaci średniowiecznych murów zachowały się piwnicy obecnego budynku. W latach 1791–1792 na ich miejsce została wzniesiona przez mistrza budowlanego Gottlieba Dreyera, w stylu klasycystycznym, nowa kamienica wraz z przyległymi oficynami otaczającymi wewnętrzny prostokątny dziedziniec. W tylnej części znajdowała się drewniana klatka schodowa. Dwutraktowa kamienica była początkowo trzykondygnacyjna; w XIX wieku oficyny budynku rozbudowano, a kamienicę podniesiono o jedną kondygnację. W 1900 roku przebudowano część parterową według projektu Karla Grossera, współzałożyciela spółki architektoniczno-budowlanej projektującą budynki głównie w stylu renesansu północnego. Z tego okresu zachowała się stolarka drzwi wejściowych. W 1921 roku w części frontowej dachu dodano trzy lukarny. W 1927 roku wyburzone zostały sąsiednie kamienice przylegające od strony północnej, a w ich miejsce wzniesiono dom towarowy Rudolfa Petersdorffa, przez co zwarta zabudowa ulicy została załamana.  

### Po 1945
Kamienica podczas działań wojennych w 1945 roku nie ucierpiała. W jego murach w 1948 roku znajdował się Dom Kupca. Sąsiadująca kamienica od strony południowej została doszczętnie zniszczona i rozebrana; dom towarowy Rudolfa Petersdorffa został odbudowany i przemianowany na Dom Handlowy Kameleon. W 1996 roku przeprowadzono w budynku gruntowny remont. Powstał wówczas podcień przebity w przednim trakcie parteru, zmieniono układ otworów okiennych na parterze, rozebrano drewnianą klatkę schodową, a w jej miejsce umieszczono windę i schody. Z powodu przesunięcia linii zabudowy południowego budynku, w bocznych partiach elewacji w trakcie frontowym wybito dodatkowych sześć otworów okiennych. W budynku od 1994 znajdowały się oddziały Powszechnego Banku Kredytowego, T.U. Allianz, Banku BPH S.A. oraz pomieszczenia biurowe.

## Opis architektoniczny
Kalenicowa kamienica wzniesiona na dwutaktowym planie ma cztery kondygnacje i nakryta jest dachem dwuspadowym z facjatami. Fasada budynku w części parterowej jest boniowana, natomiast druga i trzecia kondygnacja jest pięcioosiowa, podzielona sześcioma jońskimi kanelowanymi pilastrami ciągnącymi się przez dwie kondygnacje i podtrzymującymi szeroki pas belkowania wydzielający czwartą kondygnację. Fasada na trzecim piętrze również ma układ pięcioosiowy, a okna rozdzielono szerokimi lizenami z umieszczonym pośrodku reliefami o motywie rózg liktorskich. Pomiędzy pilastrami znajduje się pięć okrągłych figuralnych medalionów z przedstawieniami alegorycznymi; na środkowym medalionie przedstawiono personifikację Architektury w postaci kobiety trzymającej atrybuty sztuki budowniczej, cztery pozostałe przedstawiają koleje ludzkiego życia. Podczas remontu w 1996 roku oryginalne medaliony te zostały przeniesione do sali mieszczącej się na parterze w budynku, a na fasadzie umieszczono ich repliki. Do 2005 roku na południowej ścianie bocznej oficyny znajdowała się renesansowa płaskorzeźba z dwoma owalnymi medalionami przedstawiającymi twarz męską i żeńską z profilu. Płaskorzeźba stanowiła pozostałość po renesansowym domu nr 4 znajdującym się na narożnej posesji. Płaskorzeźba został zniszczona podczas prac budowlanych przy wznoszeniu biurowca.